# Jeleniewo
Jeleniewo – wieś (dawniej miasto) w Polsce położona na Pojezierzu Wschodniosuwalskim, w województwie podlaskim, w powiecie suwalskim, w gminie Jeleniewo przy drodze wojewódzkiej nr 655.
Jeleniewo uzyskało lokację miejską przed 1782 rokiem, zdegradowane w 1800 roku. Jednak pierwsza wiarygodna informacja o miasteczku Jeleniewo pochodzi dopiero z 1785 roku, gdy król Poniatowski uposażył miejscową parafię. Miasto królewskie w ekonomii grodzieńskiej położone było w końcu XVIII wieku w powiecie grodzieńskim województwa trockiego. W latach 1954–1972 wieś należała i była siedzibą władz gromady Jeleniewo. W latach 1975–1998 miejscowość administracyjnie należała do województwa suwalskiego.
Miejscowość jest siedzibą gminy Jeleniewo.

## Historia
Najstarsze ślady istnienia ludzkiego na terenie Jeleniewa pochodzą z VI–VII w.n.e., co wskazuje na to, że ziemie te zamieszkane były przez Jaćwingów. Do dziś przetrwały po nich tylko cmentarzyska kurhanowe i grodziska.
Dzięki reformom Antoniego Tyzenhausa przeprowadzanym dla ożywienia gospodarki w ekonomii grodzieńskiej w latach 1773–1782 powstało miasteczko Jeleniewo. W latach 1780–1800 miejscowość posiadała prawa miejskie.
W 1786 roku w Jeleniewie mieszkało zaledwie 25 rodzin, w 1800 odnotowano już 471 mieszkańców i 64 domy, a w 1880 – 659 mieszkańców. Miejscowość rozrastała się do końca XIX wieku, kiedy została zdominowana przez rozwijające się Suwałki.
W roku 1795 Jeleniewo trafiło pod administrację zaboru pruskiego. 
Z historią osady wiąże się również istnienie Puszczy Przełomskiej, o czym świadczy herb – jeleń.

### Żydzi w Jeleniewie
Od początku istnienia Jeleniewa obok ludności chrześcijańskiej żyli także i Żydzi, jednak zachowane księgi metrykalne Żydów z Jeleniewa i okolic pochodzą dopiero z lat 1808–1825. W roku 1880 Żydzi stanowili około połowy mieszkańców miejscowości. Liczba mieszkańców miejscowości z czasem malała – spis powszechny z 1921 roku odnotował 175 Żydów (przy całej populacji liczącej 471 osób).
W przededniu II wojny światowej Jeleniewo zamieszkiwało około 250 Żydów. Społeczność żydowska posiadała we wsi synagogę.
W grudniu 1939 roku około 200 zamieszkujących Jeleniewo Żydów zostało zgromadzonych przez niemieckich żandarmów na placu przy posterunku żandarmerii, gdzie byli oni przetrzymywani, szykanowani, bici i okaleczani. Po kilku dniach żandarmi i volksdeutsche popędzili Żydów do Suwałk, gdzie przetrzymywani byli oni na podwórku szpitalnym do momentu wywiezienia do Białej Podlaskiej, skąd trafili do obozu zagłady w Treblince. Część Żydów poniosła śmierć również w innych miejscach.
Pozostałością po społeczności żydowskiej w Jeleniewie jest cmentarz założony w XVIII wieku (najstarsze odnalezione macewy pochodzą z 1765 roku).

## Zabytki

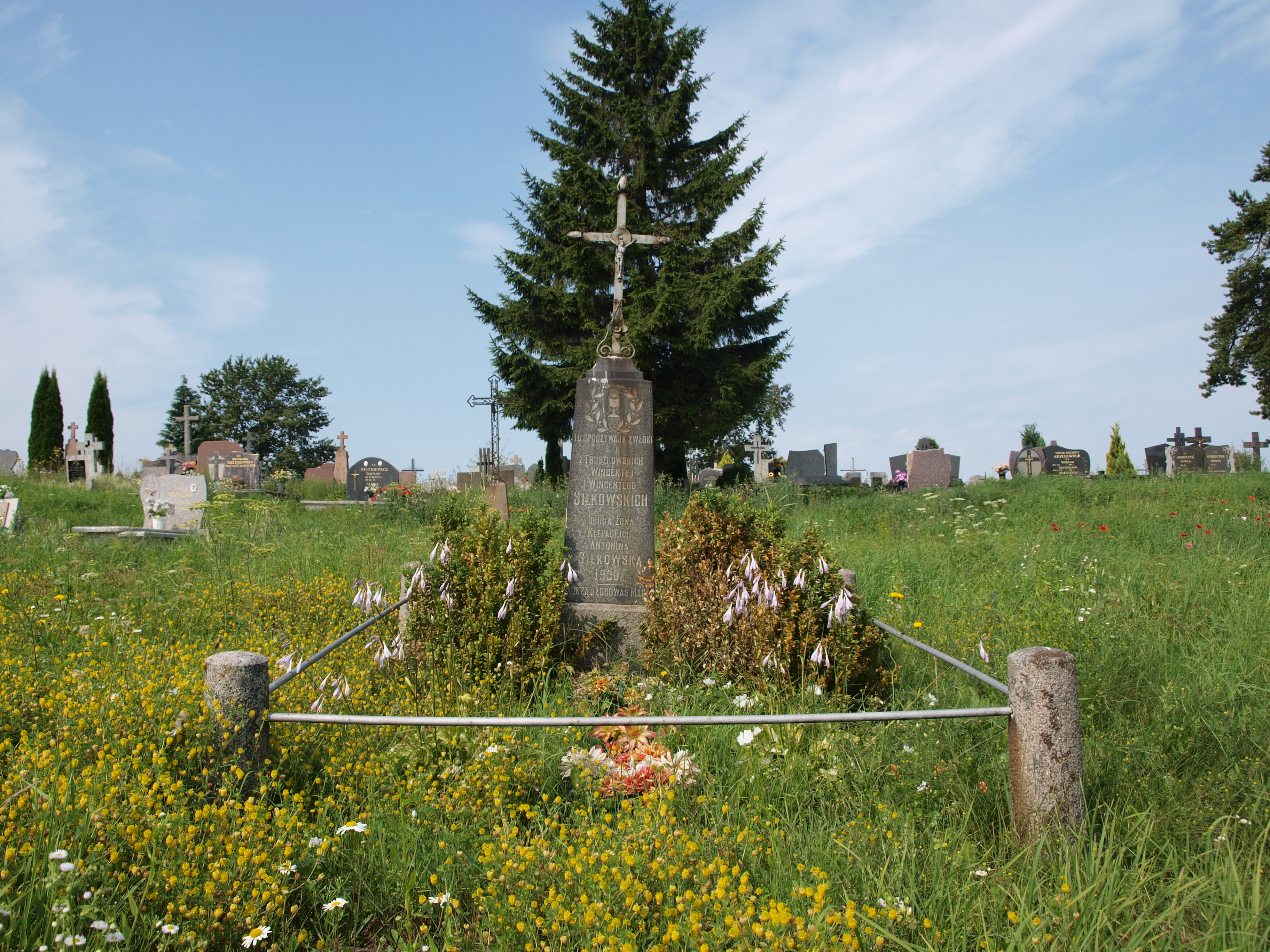
Nagrobek z 1930 roku na cmentarzu rzymskokatolickim.

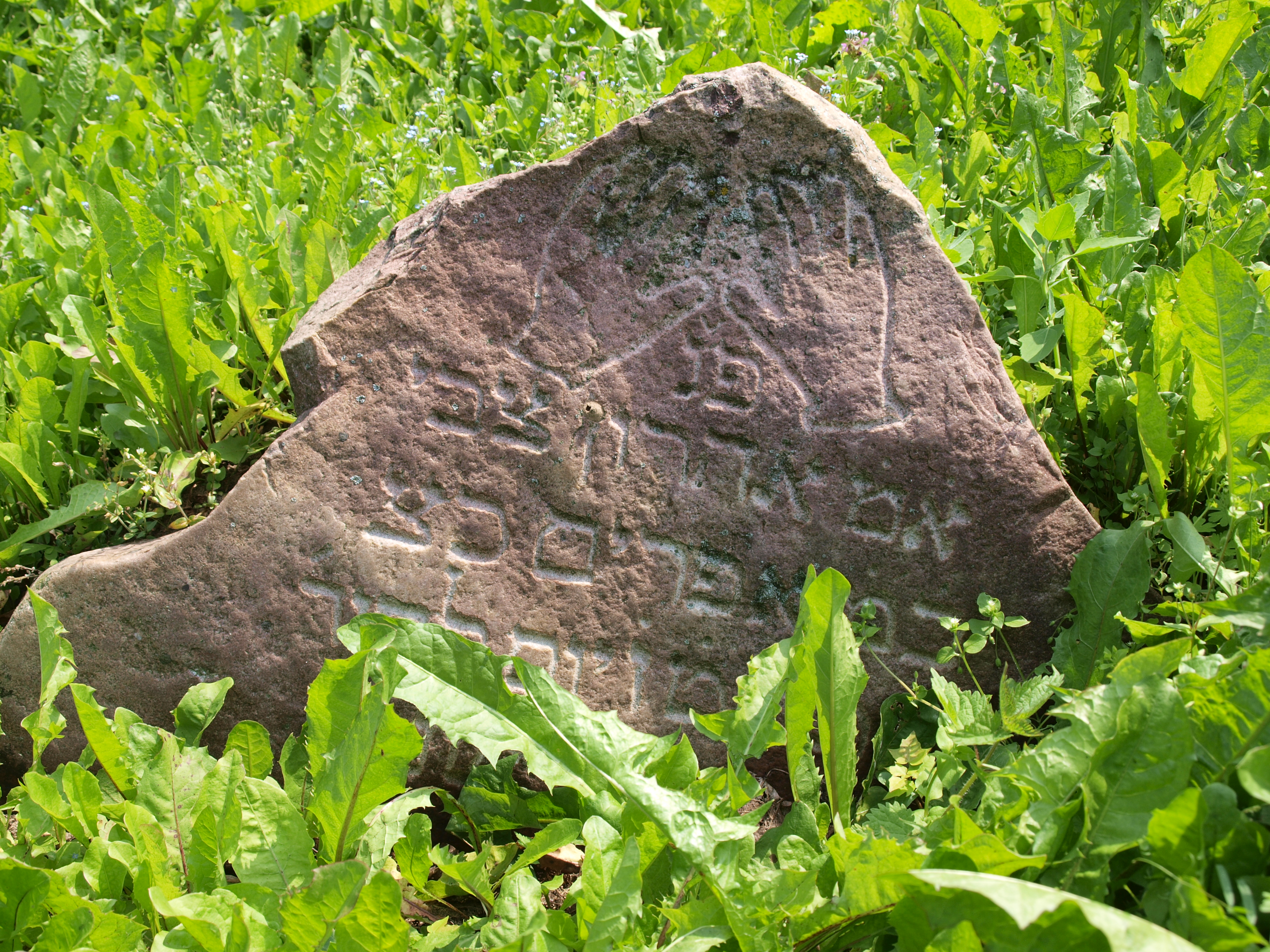
Jedna z macew zachowanych na cmentarzu żydowskim.

- Drewniany kościół Najświętszego Serca Pana Jezusa, parafialny, z 1878, nr rej.:426 z 30.08.1985. W jego wieży znajduje się największa w Polsce kolonia rozrodcza nietoperza nocka łydkowłosego (Myotis dasycneme).
- Drewniana dzwonnica, 2 poł. XIX
- Cmentarz rzymskokatolicki, nr rej.: 638 z 11.01.1989
- Cmentarz żydowski z macewami z XVIII wieku, nr rej.:A-917 z 12.10.1992[10][15].

## Edukacja
- Szkoła Podstawowa im. Danuty Siedzikówny „Inki” w Jeleniewie[16]